# Basardilla (kommunhuvudort)
Basardilla är en kommunhuvudort i Spanien.   Den ligger i provinsen Provincia de Segovia och regionen Kastilien och Leon, i den centrala delen av landet, 70 km norr om huvudstaden Madrid. Basardilla ligger 1 094 meter över havet och antalet invånare är 176.
Terrängen runt Basardilla är platt åt nordväst, men åt sydost är den kuperad. Runt Basardilla är det glesbefolkat, med 17 invånare per kvadratkilometer. Närmaste större samhälle är Segovia, 11,7 km sydväst om Basardilla. Trakten runt Basardilla består i huvudsak av gräsmarker.